# Netværkstedet Thorvaldsen
 Der er for få eller ingen kildehenvisninger i denne artikel, hvilket er et problem. Du kan hjælpe ved at angive troværdige kilder til de påstande, som fremføres i artiklen.

Netværkstedet Thorvaldsen er et være-/aktivitetssted for folk med psykiske problemer beliggende på Frederiksberg.
Stedet er rent brugerstyret. Der er således en bestyrelse valgt af og blandt brugerne, der har det overordnede ansvar for stedet.
Der arbejdes ud fra recovery-filosofien – dvs. at psykiske lidelser ikke per definition er kroniske, hvorfor det er muligt at "komme sig" (~ recover)